# Algernonia pardina
Algernonia pardina är en törelväxtart som beskrevs av Léon Camille Marius Croizat. Algernonia pardina ingår i släktet Algernonia och familjen törelväxter. Inga underarter finns listade i Catalogue of Life.